# Claudia Vetter
Claudia Vetter (* 12. Oktober 1973 als Claudia Frank) ist eine ehemalige deutsche Volleyball- und Beachvolleyballspielerin.

## Karriere Hallenvolleyball
Claudia Vetter begann 1986 mit dem Volleyball als Claudia Frank in der DDR. Mit der Juniorinnen-Nationalmannschaft wurde sie 1990 in Salzburg U20-Vizeeuropameisterin. Nach der Wende spielte sie bis 1995 bei Bayer 04 Leverkusen. Anschließend wechselte sie zum Bundesligisten USC Münster, mit dem sie mehrfach deutsche Meisterin und Pokalsiegerin wurde sowie 1996 den europäischen CEV-Pokal gewann. In dieser Zeit war die Mittelblockerin in den Ranglisten des Deutschen Volleyballs vertreten und hatte auch zahlreiche Einsätze in der deutschen Nationalmannschaft. 2004/05 war sie beim Zweitligisten MTV Stuttgart aktiv. Später gewann Vetter sowohl mit dem USC Münster als auch mit dem MTV Stuttgart die deutsche Seniorinnenmeisterschaft.

## Karriere Beachvolleyball
Vetter war von 2001 bis 2003 auch im Beachvolleyball aktiv. Sie erreichte bei der deutschen Meisterschaft in Timmendorfer Strand 2002 mit Judith Flemig Platz vier und 2003 mit Ulrike Schmidt Platz sieben.

## Privates
Vetter lebt heute in Münster. Sie ist verheiratet und hat zwei Töchter, die auch im Volleyball aktiv sind.